# Eopneumatosuchus
Eopneumatosuchus colberti
Genre
Espèce
Eopneumatosuchus est un genre éteint de petits crocodyliformes basaux, un clade qui comprend les crocodiliens modernes et leurs plus proches parents fossiles.
Une seule espèce est rattachée au genre : Eopneumatosuchus colberti, décrite par A. W. Crompton et K. K. Smith en 1980.

## Découverte
Ses fossiles ont été découverts dans la formation géologique de Kayenta en Arizona sur deux sites près du Grand Canyon. Ces sites sont datés du Jurassique inférieur, probablement du Sinémurien, il y a environ 195 Ma (millions d'années).

## Classification
Eopneumatosuchus a d'abord été classé comme un protosuchien par ses inventeurs en 1980.
Cette classification a été remise en cause dès 1983, et certaines caractéristiques de la partie postérieure de son crâne ont même conduit J. M. Clark en 1986 à le rapprocher des teleosauridés du Jurassique inférieur.
La présence d'une grande fenestra supra-temporale chez Eopneumatosuchus est une caractéristique des crocodiliens à long museau. Mais cette ressemblance est aujourd'hui interprétée comme une synapomorphie partagée avec Protosuchus (qui provient de la formation géologique sous-jacente de Moenave), et l'animal est ainsi classé comme lui parmi les crocodyliformes basaux.
Cette position basale chez les Crocodyliformes est confirmée par les résultats de la grande analyse phylogénétique des Crocodyliformes de Mario Bronzati et ses collègues réalisée en 2012.